# Устный счёт. В народной школе С. А. Рачинского
«Устный счёт. В народной школе С. А. Рачинского» — картина русского художника Николая Богданова-Бельского (1868–1945), одна из его наиболее известных работ, подписанная и датированная 1895 годом.

## Описание
На картине изображена деревенская школа конца XIX века во время урока арифметики при вычислении в уме написанной на доске дроби. Учитель — реальный человек, Сергей Александрович Рачинский (1833—1902), ботаник и математик, профессор Московского университета. На волне народничества в 1872 году Рачинский вернулся в родное село Татево, где создал школу с общежитием для крестьянских детей, разработал уникальную методику обучения устному счёту, прививая деревенским ребятишкам его навыки и основы математического мышления. Эпизоду из жизни школы с творческой атмосферой, царившей на уроках, и посвятил своё произведение Богданов-Бельский, сам в прошлом ученик Рачинского.
На классной доске написан пример, который ученикам его школы необходимо решить в уме:

.

## Решение поставленной на картине задачи
Слагаемые, написанные на доске, обладают интересным свойством: {\displaystyle {10^{2}+11^{2}+12^{2}=100+121+144=365};{13^{2}+14^{2}=169+196=365}}. То есть, результат вычисления равен 2.
Другие варианты вычисления:
{\displaystyle 10^{2}+11^{2}+12^{2}+13^{2}+14^{2}=10^{2}+(10+1)^{2}+(10+2)^{2}+(10+3)^{2}+(10+4)^{2}}
{\displaystyle =10^{2}+(10^{2}+2\cdot 10\cdot 1+1^{2})+(10^{2}+2\cdot 10\cdot 2+2^{2})+(10^{2}+2\cdot 10\cdot 3+3^{2})+(10^{2}+2\cdot 10\cdot 4+4^{2})}
{\displaystyle =5\cdot 100+2\cdot 10\cdot (1+2+3+4)+1^{2}+2^{2}+3^{2}+4^{2}=500+200+30=730=2\cdot 365.}
{\displaystyle 10^{2}+11^{2}+12^{2}+13^{2}+14^{2}=(12-2)^{2}+(12-1)^{2}+12^{2}+(12+1)^{2}+(12+2)^{2}}
{\displaystyle =(12^{2}-2\cdot 12\cdot 2+2^{2})+(12^{2}-2\cdot 12\cdot 1+1^{2})+12^{2}+(12^{2}+2\cdot 12\cdot 2+2^{2})+(12^{2}+2\cdot 12\cdot 1+1^{2})}
{\displaystyle =12^{2}+2^{2}+12^{2}+1^{2}+12^{2}+12^{2}+1^{2}+12^{2}+2^{2}=5\cdot 12^{2}+4+1+1+4=720+10=2\cdot 365.}